# Клодзко (гміна)
Гміна Клодзко (пол. Gmina Kłodzko) — сільська гміна у південно-західній Польщі. Належить до Клодзького повіту Нижньосілезького воєводства.
Станом на 31 грудня 2011 у гміні проживало 17236 осіб.

## Площа
Згідно з даними за 2007 рік площа гміни становила 252.25 км², у тому числі:
- орні землі: 68.00%
- ліси: 22.00%

Таким чином, площа гміни становить 15.35% площі повіту.

## Населення
Станом на 31 грудня 2011:
| Опис     | Загалом | Загалом | Чоловіки | Чоловіки | Жінки | Жінки |
| -------- | ------- | ------- | -------- | -------- | ----- | ----- |
| одиниця  | осіб    | %       | осіб     | %        | осіб  | %     |
| все      | 17236   | 100     | 8496     | 49.29    | 8740  | 50.71 |
| міське   | 0       | 100     | 0        |          | 0     |       |
| сільське | 17236   | 100     | 8496     | 49.29    | 8740  | 50.71 |

## Сусідні гміни
Гміна Клодзко межує з такими Гмінами: Бардо, Бистшиця-Клодзька, Клодзко, Льондек-Здруй, Нова Руда, Поляниця-Здруй, Радкув, Стошовіце, Щитна, Злоти Сток.